# Cono (Rios)
Cono (em ibo: Kono) é uma cidade do estado de Rios, na área de Cana, na Nigéria. Em 2016, havia 33 972 habitantes.